# BridgeOS
bridgeOS ist ein mobiles Betriebssystem, welches von Apple Inc. ausschließlich für die Verwendung mit Apple-Hardware entwickelt wurde.
bridgeOS läuft auf Prozessoren der T-Serie und Apple-Silicon und steuert das OLED-Touchscreen-Panel namens „Touch Bar“ sowie verschiedene andere Funktionen, einschließlich der Verwaltung der verschlüsselten Daten in ihrem Secure Enclave. Zudem kann es den Zugriff auf die Kameras des Gerätes steuern und hat Einfluss auf dessen Videocodec. bridgeOS ist eine stark modifizierte Version von Apples watchOS.